# العلاقات الباكستانية النيجيرية
العلاقات الباكستانية النيجيرية هي العلاقات الثنائية التي تجمع بين باكستان ونيجيريا.

## مقارنة بين البلدين
هذه مقارنة عامة ومرجعية للدولتين:
| وجه المقارنة                                              | باكستان                     | نيجيريا                     |
| --------------------------------------------------------- | --------------------------- | --------------------------- |
| المساحة (كم2)                                             | 881.91 ألف                  | 923.77 ألف                  |
| عدد السكان (نسمة)                                         | 197.02 مليون                | 190.89 مليون                |
| الكثافة السكانية (ن./كم²)                                 | 223.4                       | 206.64                      |
| العاصمة                                                   | إسلام آباد                  | أبوجا، لاغوس                |
| اللغة الرسمية                                             | لغة إنجليزية، اللغة الأردية | لغة إنجليزية، اللغة اليوربا |
| العملة                                                    | روبية باكستانية             | نيرة نيجيرية                |
| الناتج المحلي الإجمالي (بليون دولار)                      | 304.95 مليار                | 375.77 مليار                |
| الناتج المحلي الإجمالي (تعادل القوة الشرائية) بليون دولار | 946.67 مليار                | 1.09 تريليون                |
| الناتج المحلي الإجمالي الاسمي للفرد دولار أمريكي          | 1.43 ألف                    | 2.64 ألف                    |
| الناتج المحلي الإجمالي للفرد دولار أمريكي                 | 4.81 ألف                    | 5.91 ألف                    |
| مؤشر التنمية البشرية                                      | 0.538                       | 0.514                       |
| رمز المكالمات الدولي                                      | +92                         | +234                        |
| رمز الإنترنت                                              | .pk                         | .ng                         |
| المنطقة الزمنية                                           | ت ع م+05:00                 | ت ع م+01:00                 |

## منظمات دولية مشتركة
يشترك البلدان في عضوية مجموعة من المنظمات الدولية، منها:
| علم المنظمة | اسم المنظمة                                                | تاريخ انضمام باكستان | تاريخ انضمام نيجيريا |
| ----------- | ---------------------------------------------------------- | -------------------- | -------------------- |
|             | الأمم المتحدة                                              | 30 سبتمبر 1947       | 7 أكتوبر 1960        |
|             | منظمة التجارة العالمية                                     | ?                    | ?                    |
|             | منظمة التعاون الإسلامي                                     | ?                    | ?                    |
|             | المنظمة الهيدروغرافية الدولية                              | ?                    | ?                    |
|             | وكالة ضمان الاستثمار متعدد الأطراف                         | 12 أبريل 1988        | 12 أبريل 1988        |
|             | العملية المشتركة للاتحاد الأفريقي والأمم المتحدة في دارفور | ?                    | ?                    |
|             | منظمة الشرطة الجنائية الدولية                              | ?                    | ?                    |
|             | دول الكومنولث                                              | ?                    | ?                    |
|             | المركز الدولي لتسوية المنازعات الاستشارية                  | 15 أكتوبر 1966       | 14 أكتوبر 1966       |
|             | الاتحاد الدولي للاتصالات                                   | 26 أغسطس 1947        | 11 أبريل 1961        |
|             | الفريق المعني برصد الأرض                                   | ?                    | ?                    |
|             | البنك الدولي للإنشاء والتعمير                              | 11 يوليو 1950        | 30 مارس 1961         |
|             | الاتحاد البريدي العالمي                                    | ?                    | ?                    |
|             | منظمة حظر الأسلحة الكيميائية                               | ?                    | ?                    |
|             | مؤسسة التمويل الدولية                                      | 20 يوليو 1956        | 30 مارس 1961         |
|             | يونسكو                                                     | 14 سبتمبر 1949       | 14 نوفمبر 1960       |

## أعلام
هذه قائمة لبعض الشخصيات التي تربطها علاقات بالبلدين:
- روبين أوكوتي (لاعب كرة قدم نمساوي، 6 يونيو 1987 – )

## وصلات خارجية
- موقع وزارة الخارجية الباكستانية
- موقع وزارة الخارجية النيجيرية